# Lermontowka (Kraj Chabarowski)
Lermontowka (ros. Лермонтовка) – wieś w Rosji, w Kraju Chabarowskim, w rejonie ussuryjskim. W 2021 liczyła 2964 mieszkańców.